# Hardangervidda (nationale toeristenweg)

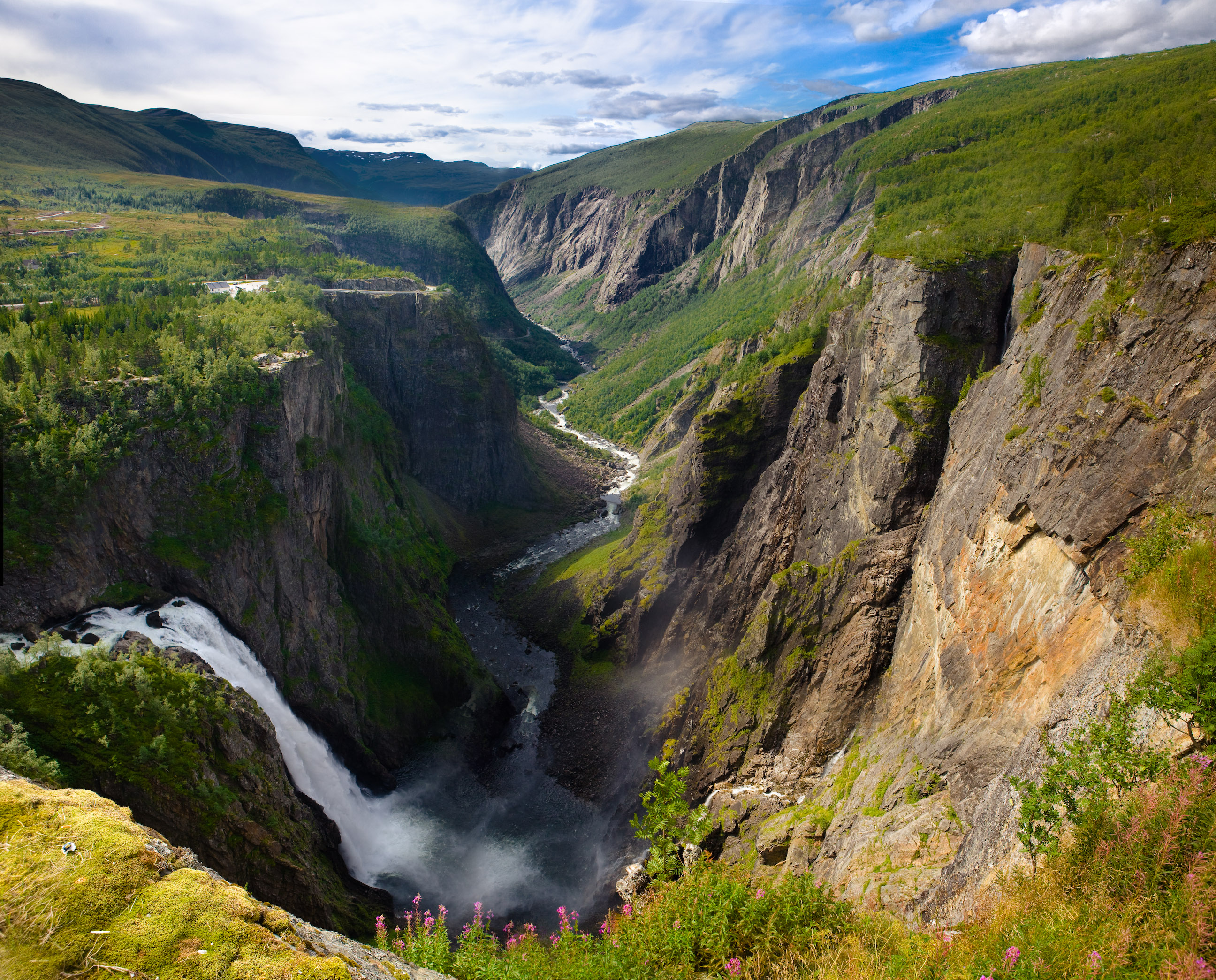
Vøringsfossen

Hardangervidda is een nationale toeristenweg in Noorwegen. De bewegwijzerde route door de Hardangervidda is 47 kilometer lang en loopt van Eidfjord tot Haugastøl. Stopplaatsen zijn onder andere Vøringsfossen.